# دانبرووا (گمینا گرابووو)
دانبرووا (به لهستانی:  Dąbrowa) یک روستا در لهستان است که در گمینا گرابووو واقع شده‌است.